# 1280
1280 је била преступна година.

## Догађаји
- 23. јун – Реконкиста: Битка код Моклина – Трупе Емирата Гранаде побеђују трупе Краљевине Кастиље и Краљевине Леона.
- 27. септембар – Краљ Магнус III од Шведске оснива шведско племство доношењем закона којим се прихвата допринос члана коњице уместо обичних пореских плаћања.
- Цар Иван Асен III од Бугарске бежи из Трнова, окончавајући династију Асен у Бугарској.
- Сирија покушава да се отцепи од Мамелучког султаната у Египту, али Ал Мансур Калавун побеђује побуњенике и задржава Сирију у оквиру египатског султаната.
- Торино осваја Томас III од Савоје, и постаје престоница Савојске династије.
- Почиње изградња северног дела Великог канала Кине.
- Завршено је коначно проширење Линколнске катедрале у Енглеској.
- Преци народа Маори из источне Полинезије постали су први људски досељеници Новог Зеланда.

## Смрти
- Алберт Велики
- Андроник Палеолог (протостратор)

- Јован I де ла Рош

- Магнус VI Законоисправитељ

- Папа Никола III

- Дамјан Светогорски

- Теодора Петралифена